# Pseudophilautus zal
Espèce
Synonymes
- Philautus zal Manamendra-Arachchi & Pethiyagoda, 2005

Statut de conservation UICN

 EX  : Éteint
Pseudophilautus zal est une espèce éteinte d'amphibiens de la famille des Rhacophoridae.

## Répartition
Cette espèce était endémique du Sri Lanka. Elle a été décrite à partir d'échantillons collectés en 1947. Aucune observation n'ayant eu lieu depuis cette date, elle est présumée éteinte,.

## Description
Au regard des échantillons analysés, Pseudophilautus zal mesurait entre 24 et 25 mm. Ses couleurs naturelles ne sont pas connues. Dans l'alcool, son dos est uniformément brun clair avec des taches sombres et jusqu'à cinq petites taches blanches. Ses flancs sont brun foncé dans leur partie supérieure et jaunes dans leur partie inférieure. Son ventre est jaune pâle.

## Étymologie
Son nom d'espèce, du polonais żal, « deuil, regret », lui a été donné en référence à l'extinction présumée de cette espèce.

## Publication originale
- Manamendra-Arachchi & Pethiyagoda, 2005 : The Sri Lankan shrub-frogs of the genus Philautus Gistel, 1848 (Ranidae: Rhacophorinae), with description of 27 new species. The Raffles Bulletin of Zoology, Supplement Series, no 12, p. 163-303 (texte intégral).